# ジャック・ウィリス
ジャック・ウィリス（Jack Willis、1996年12月24日 - ）は、トップ14スタッド・トゥールーザンに所属するラグビーユニオン選手。

## プロフィール
- イングランド・レディング出身[1]。
- ポジションはフランカー(FL)。
- 身長 191cm、体重 110kg
- 弟のトムもラグビー選手[2]。
- U20イングランド代表に選ばれたことがある[3]。
- イングランド代表キャップは14（2024年2月現在）でラグビーワールドカップ2023のイングランド代表に選ばれた[4]。

## 略歴
ワスプスに所属していたが、チーム破産による活動休止に伴い、2022年、トゥールーズに加入。 